# 사네르 베르게
사네르 가르 볼린 베르게(노르웨이어: Sander Gard Bolin Berge, 1998년 2월 14일 ~ )는 노르웨이의 축구 선수로, 현재 풀럼에서 뛰고 있다.